# Туран (приток Уюка)
Тура́н — река в России, протекает в Пий-Хемском кожууне Тывы. Левый приток Уюка.
Длина реки — 40 км. Берёт начало на восточных склонах Куртушибинского хребта (Западный Саян). В верховьях стекает с хребта на восток, далее течёт на юг. В низовьях протекает по Турано-Уюкской котловине. Впадает в Уюк по левому берегу в 38 км от его устья, в 4,5 км западнее (выше) села Уюк.
В среднем течении на реке образован пруд, в него впадает правый приток Блялик (длина 19 км).
В низовьях на правом берегу расположен город Туран, напротив него — посёлок Найырал, чуть ниже реку пересекает автодорога Р257 «Енисей». В бассейне также находится посёлок Билелиг (вблизи пруда).

## Данные водного реестра
По данным государственного водного реестра России относится к Енисейскому бассейновому округу, водохозяйственный участок реки — Большой Енисей, речной подбассейн реки — Большой Енисей. Речной бассейн реки — Енисей.
Код водного объекта в государственном водном реестре — 17010100112116100004506.